# Наговицын, Алексей Евгеньевич
Алексе́й Евге́ньевич Нагови́цын (1961, Москва, СССР — 23 ноября 2020, Москва, Россия) — российский психолог и культуролог. Кандидат психологических наук, доктор философских наук. Активист  российского родноверческого движения, в котором был известен под именем Велемудр.

## Биография

### Научная деятельность
В 1984 году окончил Московский авиационный институт по специальности «Конструирование антенно-фидерных устройств» (инженер-конструктор).
В 1998 году в Институте развития личности РАО под научным руководством доктора психологических наук, профессора В. К. Шабельникова защитил диссертацию на соискание учёной степени кандидата психологических наук по теме «Влияние ритмо-фонетической структуры текста на подростков и молодёжь» (специальность 19.00.07 — педагогическая психология). Официальные оппоненты — доктор психологических наук, профессор Л. И. Айдарова и кандидат психологических наук Р. О. Орестов. Ведущая организация — кафедра психологии личности Института психологии личности имени Л. С. Выготского РГГУ.
В 1999 году окончил Институт развития личности РАО (психолог).
В 2003 году в Московском государственном университете культуры и искусств защитил диссертацию на соискание учёной степени доктора философских наук по теме «Смена гендерных ролей в мифологических системах» (специальность 24.00.01 — теория и история культуры). Научный консультант — доктор философских наук А. А. Пилипенко. Официальные оппоненты — доктор философских наук, профессор К. И. Никонов, доктор философских наук, профессор Э. А. Орлова и доктор философских наук, профессор М. Н. Афасижев. Ведущая организация — Институт философии РАН.
С 1994 года работал в Институте изучения детства, семьи и воспитания Российской академии образования, являлся старшим научным сотрудником лаборатории психологических проблем воспитания.
Преподавал социальную психологию, социологию, культурологию, этнопсихологию, этнолингвистику и психолингвистику, этнологию, религиеведение. Являлся профессором Института социальной инженерии МГУДТ и исследователем в области педагогической и исторической психологии.
Автор книги стихов и поэм «Венок из крапивы», альманаха «Мифы и магия индоевропейцев», организатор нескольких выставок древнерусской культуры. Автор нескольких научных трудов о русских народных сказках (ввёл термин «сказкотерапия» для направления в практической психологии, связанного с русскими народными сказками) и русской дохристианской мифологии.

### Родноверие
С 1990-х годов увлёкся исследованиями дохристианских верований народов Европы и реконструкцией обрядов и мистерий, в 1990 году пришёл в общину «Купала». В 1997 году участвовал в съёмках одной из передач-диспутов в павильоне ВДНХ. Состоял в таких неоязыческих организациях, как «Московская Велесова община» под руководством А. Жилко (Велемир) и «Коляда вятичей».
В июне 2000 года Наговицын принял участие в создании общины «Круг Бера» во время Купальского праздника на городище Вышгород-на-Яхроме.
В 2002 году Наговицын вместе с Д. А. Гавриловым (Иггельд) и К. В. Бегтиным (Огнеяр) основал организацию «Круг языческой традиции» (КЯТ) с целью возрождения русской дохристианской культуры. В период своего рассвета организация насчитывала до 500 активистов. В 2004 году был вынужден покинуть КЯТ.

## Критика
Попытки приписать фонемам и графемам определенное смысловое наполнение, предпринятые Наговицыным в работе «Особенности ритмо-фонетической структуры текста» (2006), были раскритикованы как любительские. Как отправную точку в определении значений фонетических знаков Наговицын использует значение русских предлогов, союзов и местоимений. Природные звуки, по Наговицыну, являются «первопричинами» появления обозначающих их слов и понятий. Фонема в начале корня слова рассматривается им как определяющая основное направление круга значений и смыслов данного слова. По мнению филолога Д. Ю. Полиниченко, этих построения носят произвольный характер и содержат подгонку фактического материала под результат. Согласно его мнению, семантическую связь между выделенными группами слов Наговицыну обосновать не удалось. Наговицын обращается к названиям букв в кириллице, сужая круг возможных значений. Название некоторых букв якобы полностью или частично соответствует их смысловому значению. В итоге семантический анализ графем русского и латинского алфавитов, а также некоторых других (в частности, футарка), а также примеры имён собственных из мифологических систем разных народов в русской транскрипции дают Наговицыну основания для приписывания окончательного «семантического поля» соответствующим звукам. Сочетания знаков сужают значения соответствующих полей, и данное значение рассматривается как универсальное для всех языков.